# آتلي باكن
آتلي باكن هو ملحن نرويجي، ولد في 7 مارس 1970 في ساندفيورد في النرويج.

## وصلات خارجية
- الموقع الرسمي
- آتلي باكن على موقع ميوزك برينز (الإنجليزية)
- آتلي باكن على موقع ديسكوغز (الإنجليزية)